# Dejan Koturović
Dejan Koturović (in serbo Дејан Котуровић?; Belgrado, 31 marzo 1972) è un ex cestista jugoslavo con cittadinanza italiana, professionista in Jugoslavia, Francia, Turchia, Germania, Italia e Spagna.

## Carriera
Con la Jugoslavia ha disputato i Campionati europei del 1995 e i Campionati mondiali del 2002.
Con la Serbia e Montenegro ha disputato i Campionati europei del 2003.

## Palmarès
- YUBA liga: 2

Partizan Belgrado: 1995-96, 1996-97
- Campionato tedesco: 2

Alba Berlino: 2000-01, 2001-02
- Coppa di Germania: 1

Alba Berlino: 2002